# (4298) Jorgenúnez
(4298) Jorgenúnez ist ein Hauptgürtelasteroid, der am 17. November 1941 von Isidre Pòlit vom Fabra-Observatorium aus entdeckt wurde.
Der Asteroid wurde nach dem spanischen Physiker und Astronomen Jorge Núnez (* 1953) benannt.